# Gorai Szűzanya temploma
A Gorai Szűzanya temploma egy római katolikus fogadalmi templom Horvátországban a Krapina-Zagorje megyei Lobor település határában.

## Fekvése
A templom a várostól északra emelkedő magaslaton, az Ivaneci-hegység részét képező Gora nevű hegy tetején áll.

## Története
A régészeti leletek alapján Gora-hegy története messze az időben, egészen a középső bronzkorig nyúlik vissza. A hegy platóját már az i. e. 17. században védőfal vette körbe. A mai ismeretek alapján annyi bizonyos, hogy a mai templom egy 5. századi ókeresztény, egyhajós, keletelt preromán bazilika alapjaira épült, mely keresztelőkápolnával is rendelkezett. A keresztetelőkápolnában egy hatszögletű keresztelőmedence állt. Ennek a korai templomnak, melyet a 7. században valószínűleg a betörő avarok és szlávok romboltak le a töredékeit is megtalálták. Amikor a horvátokat keresztény hitre térítették 800 körül ezen a melyen egy 12 méter hosszú és 6 méter széles fatemplomot építettek. Ennek apszisában a régészek gyermeksírt találtak, mely valószínűleg az építtető, talán egy horvát nemzetségfő gyermekének sírja volt. A közelében még más sírok is voltak. Ez a templom a mai harangtoronytól délre állt.
Még a 9. század folyamán a hegyen egy nagy, háromhajós, preromán stílusú bazilika épül. Ez a templom körülbelül 24 méter hosszú 12 méter széles volt.  Maradványai éppen a mai templom alatt, vagyis az ókeresztény templom fölött vannak. A bazilika minden hajójának végén apszisok voltak: középen egy nagyobb, mellette mindkét oldalon egy-egy kisebb apszis. A bazilika előcsarnokát a hajótól fal a szentélyt pedig diadalív választotta el. A falakat belül pilaszterek, kívül támpillérek erősítették. A déli oldalon kisebb oldalbejárat volt, amelyre öt lépcső vezetett. A bazilika boltozata kőtömbökből készült. A belső teret számos kőfaragvány díszítette, amiről számos maradvány tanúskodik. A menza fölött cibórium volt az ívén felirattal, a szentély pedig egy kő válaszfallal volt elhatárolva. Mindkettőt jellegzetes ószláv fonatos díszítéssel látták el.
A bazilika hajóit két oszlopsor választotta el egymástól, amelyek kőből faragott oszlopfők díszítették. Minden kőfaragványt aprólékosan dolgoztak ki, mely ma is csodálatot kelt szépségével és sokszínűségével. A 11. század folyamán, vagy valamivel később az épület elé harangtornyot építettek, amelynek alapjait a régészeti feltárások során meg is találták. 1946-ban innen került elő az egyik legrégibb horvát nyelvemlék az 1076-ból származó „SUMME” feliratú, jellegzetes ószláv fonattal díszített kőtöredék, az egykori Horvát Királyság kiterjedésének legészakabbról előkerült írásos nyoma. A lelet egy része ma a szószék felett látható befalazva, másik részét a zágrábi régészeti múzeumban őrzik. A templom körül már a 11. században temető volt, melyet belül nyitott árkádsoros fal határol. A temető 1861-ig volt használatban. A fennsík teljes területét ebben az időszakban sánc erősítette. A 9. századi templo a 12. vagy a 13. században egy tűzvészben pusztult el.
Ennek a templomnak az alapjain a 14. században gótikus templomot építettek. A mai templom hajója és szentélye ebből a korból származik. A hagyomány építését a fehér barátoknak, vagyis a templomos lovagoknak tulajdonítja. A templomot a 15. században kifestették, ekkor készültek az oltár melletti falat díszítő gótikus freskók. Érdekesség, hogy a templomot kívülről is falfestmények díszítették, ezekből azonban mára csak egyetlen kép, a déli falon látható Szent Kristóf alakja maradt fenn. A templomot a 18. században barokk stílusban építették át és cinteremmel vették körül, ekkor újult meg homlokzata és belseje is. A 19. század második felében a cinterem alatt temető létesült, ahova több, mint száz évig temetkeztek. A mintegy 100 m2 területű sírkert ma tele van szeméttel és törmelékkel. A tervek szerint a temetőt megszüntetik és területét kiállítótérré alakítják át oly módon, hogy bemutassák e hely gazdag történeti és kulturális örökségét.

## Leírása
A Gora-hegy fennsíkján épült kápolna késő gótikus épület, a 18. századi cinteremmel. A homlokzati fal mellett a bal és a jobb sarokban két kápolna található. Az eredeti homlokzatot 1735-ben teljesen megváltoztatták felső részét két ablakkal törték át, ekkor kapta mai formáját. Ugyanebben az évben a hajót beboltozták, addig ugyanis festett famennyezete volt. Ennek nyomai még mindig felismerhetők. A szentély bal oldalához sekrestyét, a templomhajóba pedig kórust építettek. Ezzel egyidejűleg a sekrestye mellé három emeletes, 21 méter magas harangtorony épült, melynek szintjeit koszorúk választják el egymástól.A hajó jobb oldalán található oldalbejárat előcsarnoka megőrizte gótikus formáját. A szentélyben, az oltár mögött található gótikus ablakot befalazták, de a szentély két másik ablakának megmaradt a gótikus kerete. A hajó jobb oldalának két gótikus ablakát kicserélték, így ezekből mára semmi sem látszik.
A szentélyt kétrészes, bordás boltozattal fedték be, a különösebb gondosság nélkül készített bordák konzolokon nyugszanak. A szentély egyébként meglehetősen hanyagul épült, így a falak nem simák, hanem meglehetősen egyenetlenek. A szentély zárókövét nyolcküllős kerékkel ábrázolt címer díszíti. A szentélyben álló oltár már az 1729-es leírásból is ismert, valószínűleg a 17. század végén készült kora barokk stílusban.  Az oltár kétszintes. A szentségtartó feletti mélyedésben van elhelyezve a gyermekét tartó Szűzanya gótikus szobra. Mellette oszlopok között Szent György, Szent Lőrinc, illetve az oszlopokon kívül Szent Borbála és Szent Katalin szobrai állnak. A felettük levő mélyedésben Mária koronázásának ábrázolása, mellette szent Péter és Pál apostolok szobrai láthatók. Az oltár felül egy feszületben végződik mely alatt Szűz Mária és Szent János apostol állnak.  Az oltár melletti falat a 15. században készített gótikus freskók díszítik.
A hajó két mellékoltára Szent Borbálának és Szent Katalinnak van szentelve. Mindkét oltár képe a 19. században készült. A szószék közönséges barokk mű 1759-ből. A sekrestyében
van egy szép berakásos faszekrény rajta 1738-ból származó felirattal, mely a készíttető Nikola Maceković plébános nevét örökíti meg. A liturgikus tárgyaknak nincs különösebb értéke. Az egyik kelyhen az 1762-es évszám található.  A templom már évszázadok óta zarándokhely. Az épületegyüttes szép természeti környezetben áll, ahonnan nagyszerű kilátás nyílik a környező hegyekre.